# August (TV-serie)
August är ett TV-drama i två delar för Sveriges Television 2007, författat av Peter Birro och regisserat av Stig Larsson. Jonas Karlsson spelar huvudrollen som den unge August Strindberg.

## Roller
- Jonas Karlsson - August Strindberg
- Linda Zilliacus - Siri von Essen
- Jakob Eklund - Olle Montanus
- Börje Ahlstedt - Carl-Oscar Strindberg
- Stina Ekblad - Bettie von Essen
- Henrik Norlén - Carl-Gustaf Wrangel
- Johan Wahlström - Doktor Borg
- Peter Engman - Renhjelm
- Mats Flink - Ygberg
- Douglas Johansson - Sellén
- Maria Salomaa - Ina
- Josefin Ljungman - Sophie In De Betou
- Dan Ekborg - Frans Hedberg
- Jennie Silfverhjelm - Beda
- Frida Röhl - Grevinnan Tessin
- Claes Ljungmark - Kung Oscar II
- Bergljót Árnadóttir - Bordellmamma
- Peter Haber - Redaktionschef Wall
- Iwar Wiklander - Gustaf Klemming
- Lars Green - Looström
- David Mjönes - Redaktionsskrivaren
- Jonas Uddenmyr - Murvel
- Emil Almén - Murvel
- Sofia Rönnergård - Barnmorska
- Örjan Ramberg - Professor
- Johan Rabaeus - Befälhavare på båt
- Lars Lind - Befälhavare på båt
- Jan Mybrand - Kypare